# David Hurley
David Hurley; född 23 augusti 1953 i Wollongong, New South Wales, Australien; är en australisk pensionsavgången yrkesmilitär och ämbetsman. Han var Australiens generalguvernör mellan åren 2019 och 2024.

## Biografi
Hurley tjänstgjorde som yrkesofficer i Australiens armé från 1972 fram till 2014. Den sista yrkesmilitära befattningen för Hurley var som landets försvarschef från 2011 till 2014 med general som slutgrad. Efter den militära yrkesbanans slut nominerades Hurley av premiärministern i New South Wales att tjänstgöra som delstatens guvernör och kronans representant i delstaten, vilket Hurley gjorde från oktober 2014 till maj 2019.
I december 2018 meddelade Australiens premiärminister Scott Morrison att Hurley utnämnts av drottning Elizabeth II till landets generalguvernör med tillträde i juli 2019 för att då efterträda Peter Cosgrove (även han en pensionerad general och före detta försvarschef). I maj 2020 utfärdade generalguvernör Hurley, på inrådan av Australiens federala verkställande råd, en proklamation enligt Biosecurity Act 2015 som utfärdade ett nationellt nödläge på grund av Coronaviruspandemin.